# 杉本義宗
杉本 義宗（すぎもと よしむね）は、平安時代後期の武将。三浦義明の嫡男。杉本氏、和田氏の祖。子に鎌倉幕府の侍所別当となった和田義盛。

## 生涯
衣笠城からより鎌倉に近い場所に拠点を作ることを考え、三浦半島を出て鎌倉郡杉本郷に居を構えて杉本城を築城した。同地は三浦氏の勢力下で六浦路・三浦路を抑える要衝であった。
義宗は所領をめぐる争いから長寛元年（1163年）秋、安房国に水軍を率いて出陣して長狭常伴と合戦に及び、待ち構えていた長狭勢からの矢傷が原因で杉本城内で亡くなった。享年39。

## その後
義宗の長子、和田義盛は三浦郡和田郷に拠点を構え、杉本城には義宗の次男、義茂が入城した。
石橋山の戦いで敗れた源頼朝が安房国に逃れた際に三浦義澄や和田義盛はこれに従い、義宗の仇である平家方の長狭常伴との戦いで活躍している。なお、常伴討伐そのものが義宗の仇を討つために義澄・義盛が企てた陰謀の可能性も指摘されている。
三浦党は嫡流となった次男義澄の死後、庶家となっていた和田氏の方が勢力が強くなった。建暦三年（1213年）、和田氏は泉親衡の乱により北条義時との険悪化が進み、和田合戦へと発展した。和田合戦で三浦氏が北条方につき、和田氏は滅ぼされた。